# Joan Esculies i Serrat
Joan Esculies i Serrat   (Manresa, 1976) és un historiador, periodista i escriptor català.
Ha publicat diversos articles sobre les figures dels presidents Josep Tarradellas i Francesc Macià, l'aparició del nacionalisme radical català i els paral·lelismes que ha cercat el catalanisme amb altres moviments nacionalistes. És autor de les obres Josep Tarradellas (1899-1936). Dels orígens de la República (2012) i Joan Solé i Pla, un separatista entre Macià i Companys (2011). En l'àmbit de la ficció ha publicat Contes bàrbars (2009), Tràilers (2006) i L'ocell de la pluja (2003).
El 2018 va publicar Ernest Lluch: vida d'un intel·lectual agitador, que va rebre el Premi Gaziel de biografies i memòries. L'any 2020 prologà el llibre Catalunya contra Castella, obra de 1936 d'Anton Sieberer, en la primera publicació traduïda de l'alemany al català. Per la biografia Josep Fornas, el solucionador, va rebre el 43è premi Carles Rahola d'assaig.